# Schottische Squashnationalmannschaft
Die schottische Squashnationalmannschaft ist die Gesamtheit der Kader des schottischen Squashverbandes Scottish Squash and Racketball. In ihm finden sich schottische Sportler wieder, die ihr Land sowohl in Einzel- als auch in Teamwettbewerben national und international im Squashsport repräsentieren.

## Historie

### Herren
Schottland nahm seit 1981 bei jeder Weltmeisterschaft teil. Zuvor waren schottische Squashspieler Teil der britischen Mannschaft. Beim Debüt 1981 erreichte Schottland sogleich das Viertelfinale und schloss das Turnier auf Rang acht ab. Bis einschließlich 1999 scheiterte die Mannschaft stets bereits in der Gruppenphase. Erst 2001 wurde ein besseres Ergebnis erzielt, als sogar das Halbfinale und schließlich der vierte Platz erreicht wurde, was bis heute das beste Resultat Schottlands darstellt. Zur Mannschaft gehörten unter anderem Martin Heath und John White. Zwei Jahre später stand die Mannschaft nochmals im Viertelfinale, ehe sie bis 2013 bei allen nachfolgenden Turnieren entweder in der Gruppenphase oder im Achtelfinale ausschied. 2017 gelang erstmals wieder der Einzug ins Viertelfinale.
Sehr erfolgreich war Schottland bei Europameisterschaften, die jährlich seit 1973 ausgetragen werden. Zwischen 1973 und 1977 wurde die Mannschaft fünfmal in Folge hinter England Vizeeuropameister. In den beiden darauffolgenden Jahren belegte sie Rang drei. 1981 stand sie vorerst zum letzten Mal im Halbfinale. Erst 1992 zog sie wieder in die Vorschlussrunde ein und wurde letztlich sogar Europameister. Weitere Podestplätze folgten 1994 mit Rang drei sowie 1996 und 1999 mit dem zweiten Platz. Zwischen 1999 und 2011 verpasste Schottland stets das Halbfinale und erreichte es erst 2012 wieder. Die Mannschaft wurde ebenso wie 2013 und 2014 am Ende Vierter.

## Letzter WM-Kader

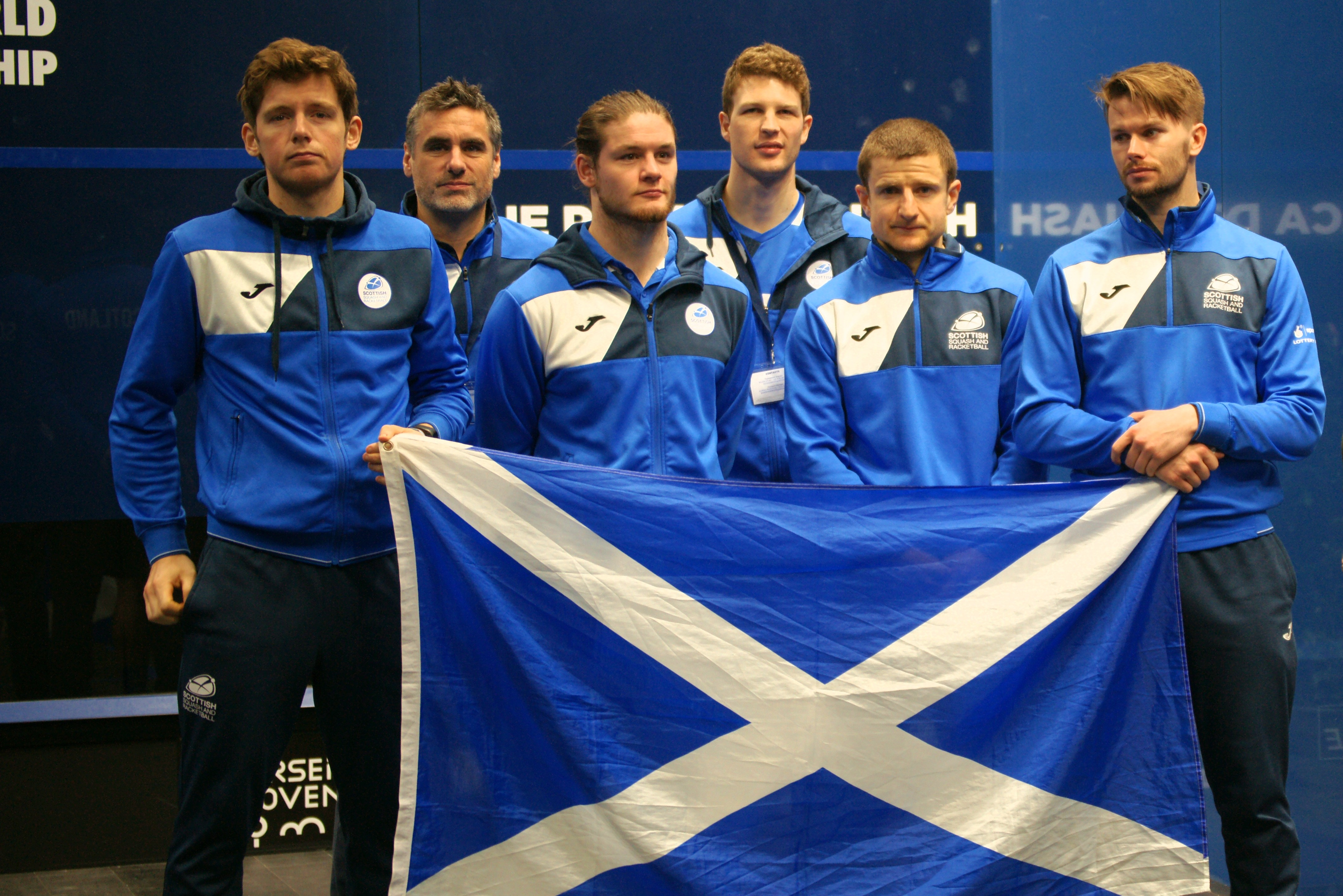
Kader 2017: Greg Lobban, Douglas Kempsell, Alan Clyne und Kevin Moran (vordere Reihe, v. l. n. r.)

Bei der letzten Weltmeisterschaft 2023 bestand die schottische Mannschaft aus den folgenden Spielern:
| Rang | Name           | Geburtsdatum    | WRL | Einsätze | Siege | Niederlagen |
| ---- | -------------- | --------------- | --- | -------- | ----- | ----------- |
| 1.   | Greg Lobban    | 12. August 1992 | 23  | 6        | 4     | 2           |
| 2.   | Rory Stewart   | 19. Juli 1996   | 40  | 5        | 4     | 1           |
| 3.   | Alan Clyne     | 25. Juli 1986   | −   | 3        | 1     | 2           |
| 4.   | Alasdair Prott | 28. Juni 2001   | 117 | 3        | 1     | 2           |

## Bilanz
| Herren |                    |                    |                  |                  |                  |
| Jahr   | Austragungsort     | Runde              | Platzierung      | Siege            | Niederlagen      |
| 1981   | Stockholm          | Viertelfinale      | 8.               | 3                | 4                |
| 1983   | Auckland           | Gruppenphase       | 12.              | 2                | 7                |
| 1985   | Kairo              | Gruppenphase       | 12.              | 3                | 6                |
| 1987   | London             | Gruppenphase       | 9.               | 6                | 2                |
| 1989   | Singapur           | Gruppenphase       | 15.              | 2                | 6                |
| 1991   | Helsinki           | Gruppenphase       | 11.              | 4                | 2                |
| 1993   | Karatschi          | Gruppenphase       | 9.               | 4                | 2                |
| 1995   | Kairo              | Gruppenphase       | 16.              | 1                | 5                |
| 1997   | Petaling Jaya      | Gruppenphase       | 15.              | 2                | 4                |
| 1999   | Kairo              | Gruppenphase       | 16.              | 1                | 5                |
| 2001   | Melbourne          | Halbfinale         | 4.               | 4                | 3                |
| 2003   | Wien               | Viertelfinale      | 7.               | 5                | 2                |
| 2005   | Islamabad          | Gruppenphase       | 14.              | 3                | 3                |
| 2007   | Chennai            | Gruppenphase       | 18.              | 3                | 3                |
| 2009   | Odense             | Achtelfinale       | 13.              | 4                | 3                |
| 2011   | Paderborn          | Gruppenphase       | 20.              | 4                | 3                |
| 2013   | Mülhausen          | Achtelfinale       | 9.               | 5                | 2                |
| 2015   | Kairo              | keine Austragung   | keine Austragung | keine Austragung | keine Austragung |
| 2017   | Marseille          | Viertelfinale      | 8.               | 2                | 4                |
| 2019   | Washington, D.C.   | Viertelfinale      | 7.               | 4                | 2                |
| 2023   | Tauranga           | Viertelfinale      | 8.               | 3                | 3                |
| Gesamt | 20 / 20 Teilnahmen | 20 / 20 Teilnahmen | 0 Titel          | 65               | 71               |